# Cortinarius croceus
Cortinarius croceus (Jacob Christian Schäffer, 1774 ex Samuel Frederick Gray, 1821), sin. Cortinarius cinnamomeobadius (Robert Henry, 1939), din încrengătura Basidiomycota, în familia Cortinariaceae și de genul Cortinarius,  este o specie de ciuperci otrăvitoare răspândită care coabitează, fiind un simbiont micoriza (formează micorize pe rădăcinile arborilor). O denumire populară nu este cunoscută. În România, Basarabia și Bucovina de Nord trăiește preponderent de la deal la munte preferat pe sol silicos acru, adesea în grupuri mari, în păduri de conifere sub molizi și pini, nu rar între Polytrichum commune (mușchi de pământ), în plantații de rășinoase, ocazional și în păduri de foioase sub fagi și stejari. Timpul apariției este din iunie până în noiembrie.

## Taxonomie

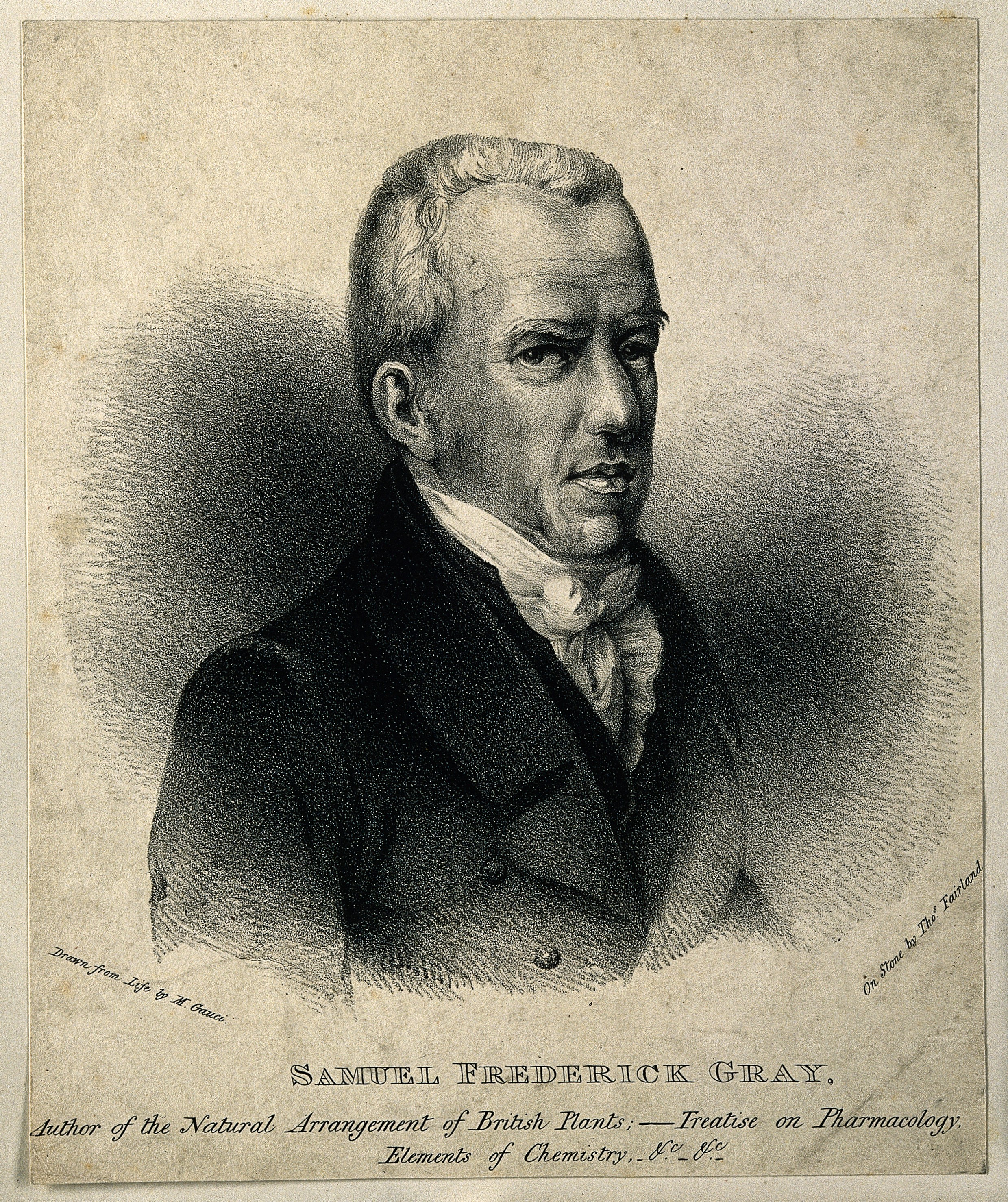
Samuel F. Gray

Numele binomial a fost determinat drept Agaricus croceus de faimosul savant german Jacob Christian Schäffer, în volumul 4 al marii sale opere Fungorum qui in Bavaria et Palatinatu circa Ratisbonam nascuntur Icones, nativis coloribus expressae din 1774.
În 1821, micologul englez Samuel Frederick Gray a transferat specia sub păstrarea epitetului la genul Cortinarius, de verificat în volumul 1 al lucrării sale A natural arrangement of British plants, fiind și numele curent valabil (2021).
Sinonime obligatorii sunt Agaricus subcorneus a lui Batsch (1783), Cortinarius cinnamomeus var. croceus Elias Magnus Fries (1838), Flammula cinnamomea var. crocea a lui Paul Kummer (1871), Cortinarius cinnamomeus subsp. croceus Pier Andrea Saccardo (1887), Dermocybe cinnamomeobadia a lui Robert Henry (1940) și Dermocybe crocea Meinhard Michael Moser (1974), dar și toți ceilalți taxoni sunt acceptați drept sinonime.
Epitetul specific este derivat din cuvântul latin (latină croceus=galben de șofran, al șofranului, blond), datorită aspectului ciupercii.

## Descriere

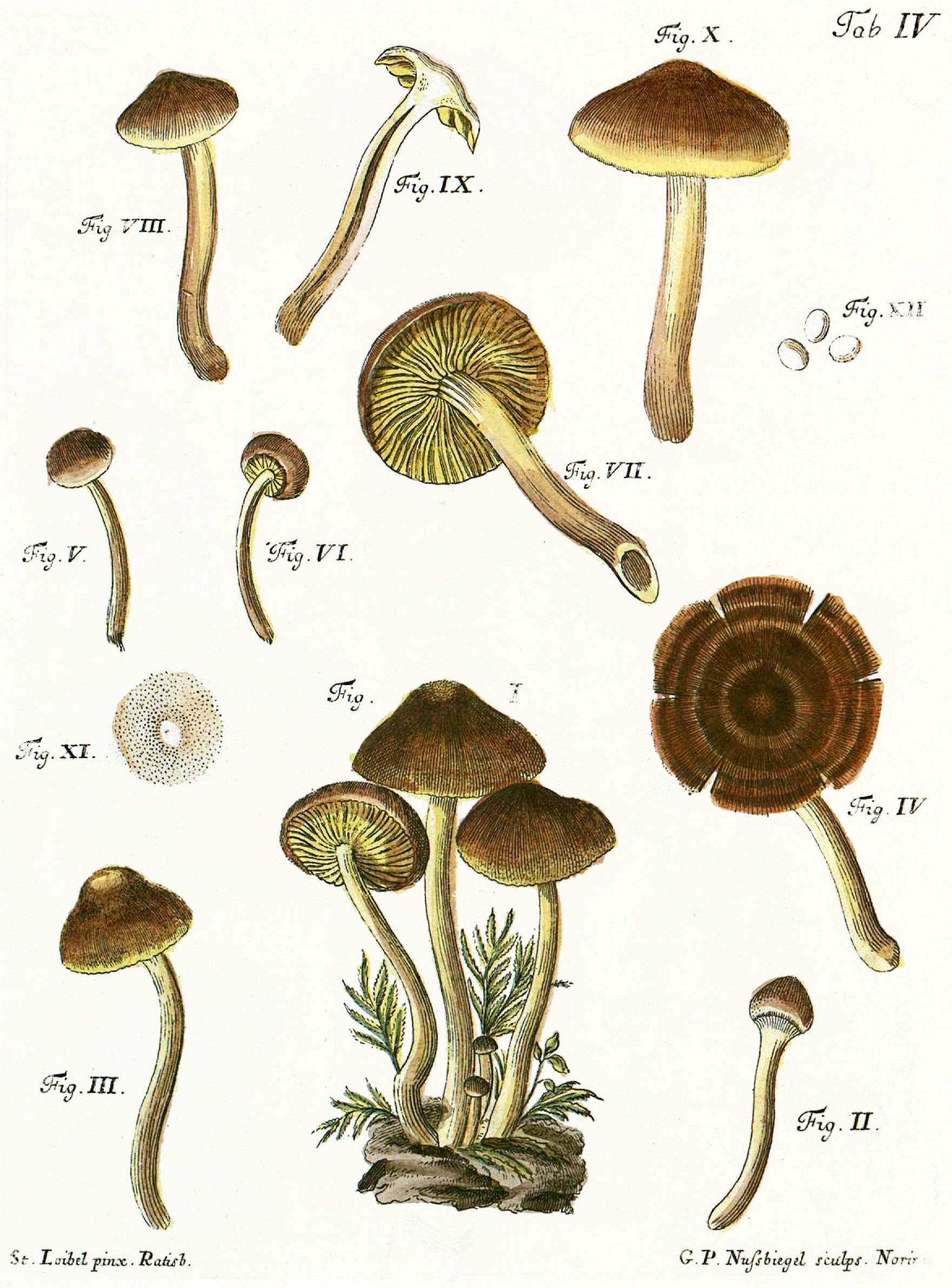
Schaeff.: Agaricus croceus

- Pălăria: destul de subțire, dar robustă cu un diametru de 3-7 cm, este la început conică, mai târziu întinsă și mai mult sau mai puțin cocoșată ascuțit, la bătrânețe nu rar adâncită. Cuticula uscată, mătăsoasă,  mai întâi fin, apoi grosolan fibroasă radial, devine cu vârsta golașă. Coloritul diferă, el poate fi galben-maroniu, șofrăniu, galben-măsliniu închis și în vârstă brun-măsliniu, marginea fiind adesea ceva mai deschisă și cuticula centrală mai închisă.
- Lamelele: sunt subțiri și destul de îndesate, bifurcate și intercalate inegal, nu rar ceva ondulate, nu prea înalte precum aderente larg la picior, muchiile devenind slab zimțate cu avansarea în vârstă. Coloritul galben viu pentru o lungă perioadă de timp contrastează cu cel mai închis al cuticulei. Spre bătrânețe se schimbă în brun de scorțișoară până brun-măsliniu, uneori cu nuanțe șofranii, muchiile rămânând mai gălbuie. În stadiul tânăr al ciupercii sunt acoperite cu fragmente galbene ale vălului parțial foarte subțiri.
- Piciorul: neted și ferm are o lungime de 7-9 (11) cm și o lățime de 0,6-1 cm, este lung, zvelt, cilindric, adesea îndoit și plin pe dinăuntru. Coloritul, spre bază mai deschis, variază între galben de lămâie, șofrăniu și galben-măsliniu, nu rar chiar și pe fundal albicios. Nu poartă un inel.
- Carnea: galben-măslinie este destul de subțire, dar fermă în pălărie și picior. Mirosul, în tinerețe imperceptibil, devine apoi slab de sfeclă sau iod, gustul fiind neremarcabil.[3][4]
- Caracteristici microscopice  sporii brun-portocalii sunt elipsoidali până în formă de migdală în vedere laterală, ușor neechilaterali în profil, lipsiți de un por germinal și fără apendice hilare observate, cu suprafața presărată de negi fini până destul de grosolani, măsurând 7-9 x 4-5 microni Pulberea lor este brun de scorțișoară. Basidiile clavate cu 4 sterigme fiecare cu septuri și cleme au o dimensiune de 27-37 x 6-10 microni. Cistidele (elemente sterile situate în stratul himenal sau printre celulele din pielița pălăriei și a piciorului, probabil cu rol de excreție) sunt înguste și doar ocazional septate.[14][15]
- Reacții chimice: nu sunt cunoscute.[16]

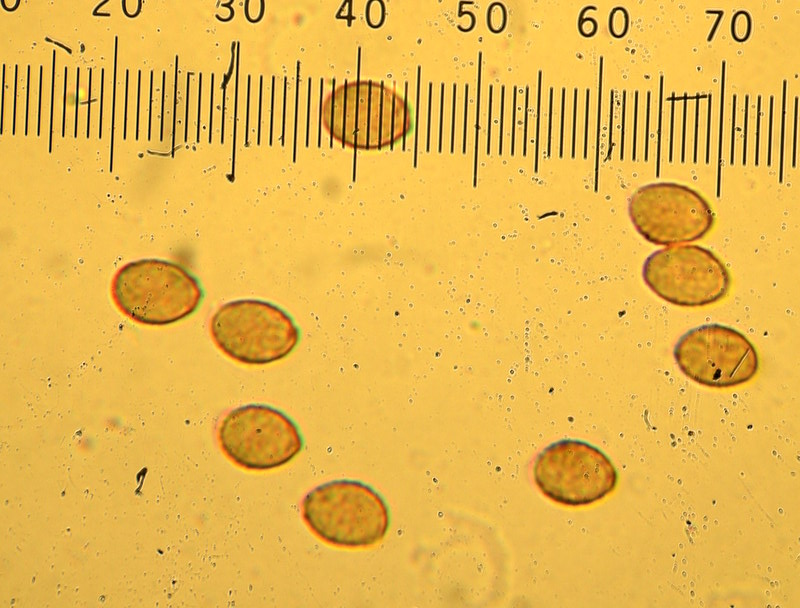
C. croceus, spori
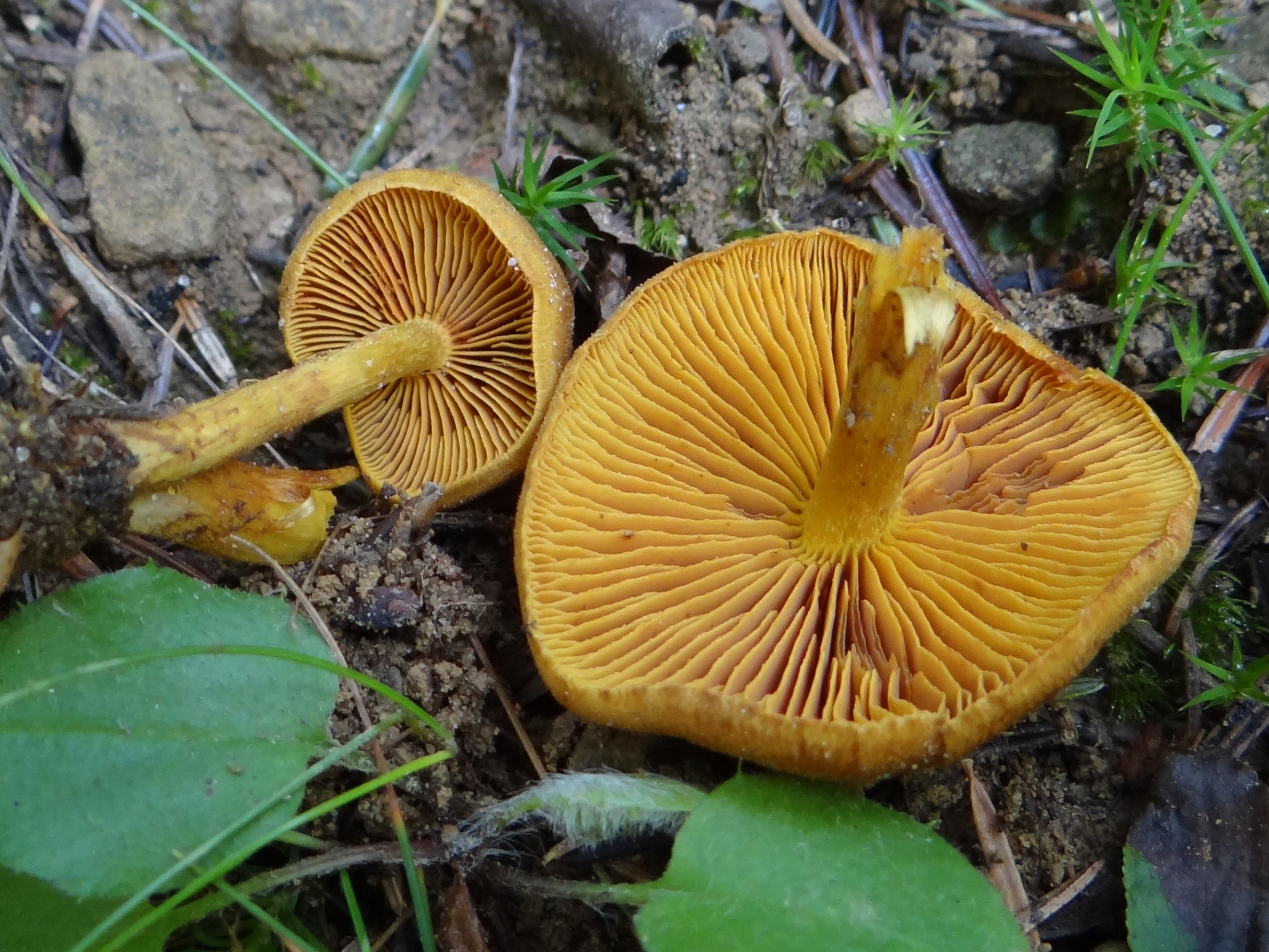
C. croceus tânăr și bătrân: lamele și picior
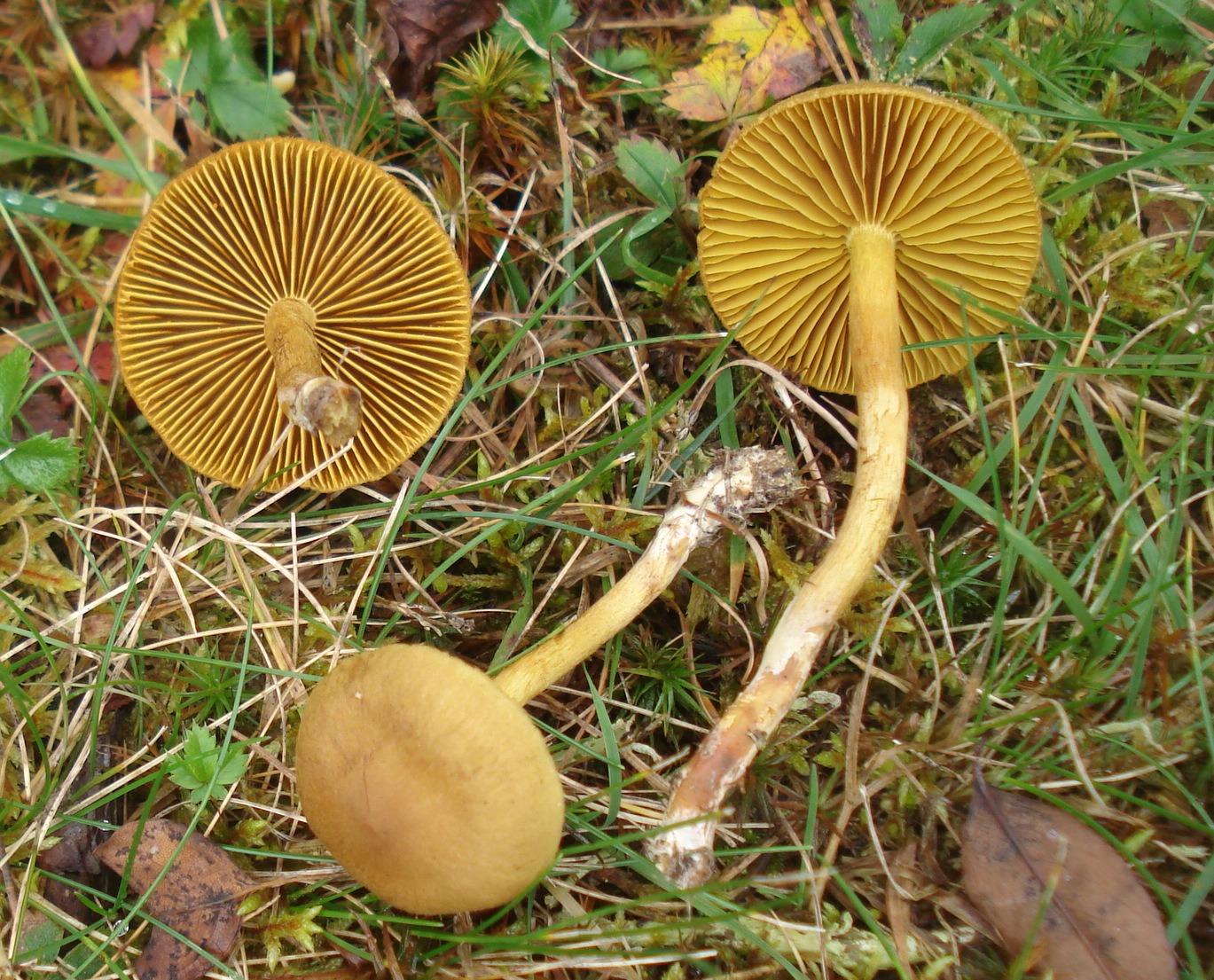
C. croceus mai tineri și mai deschiși
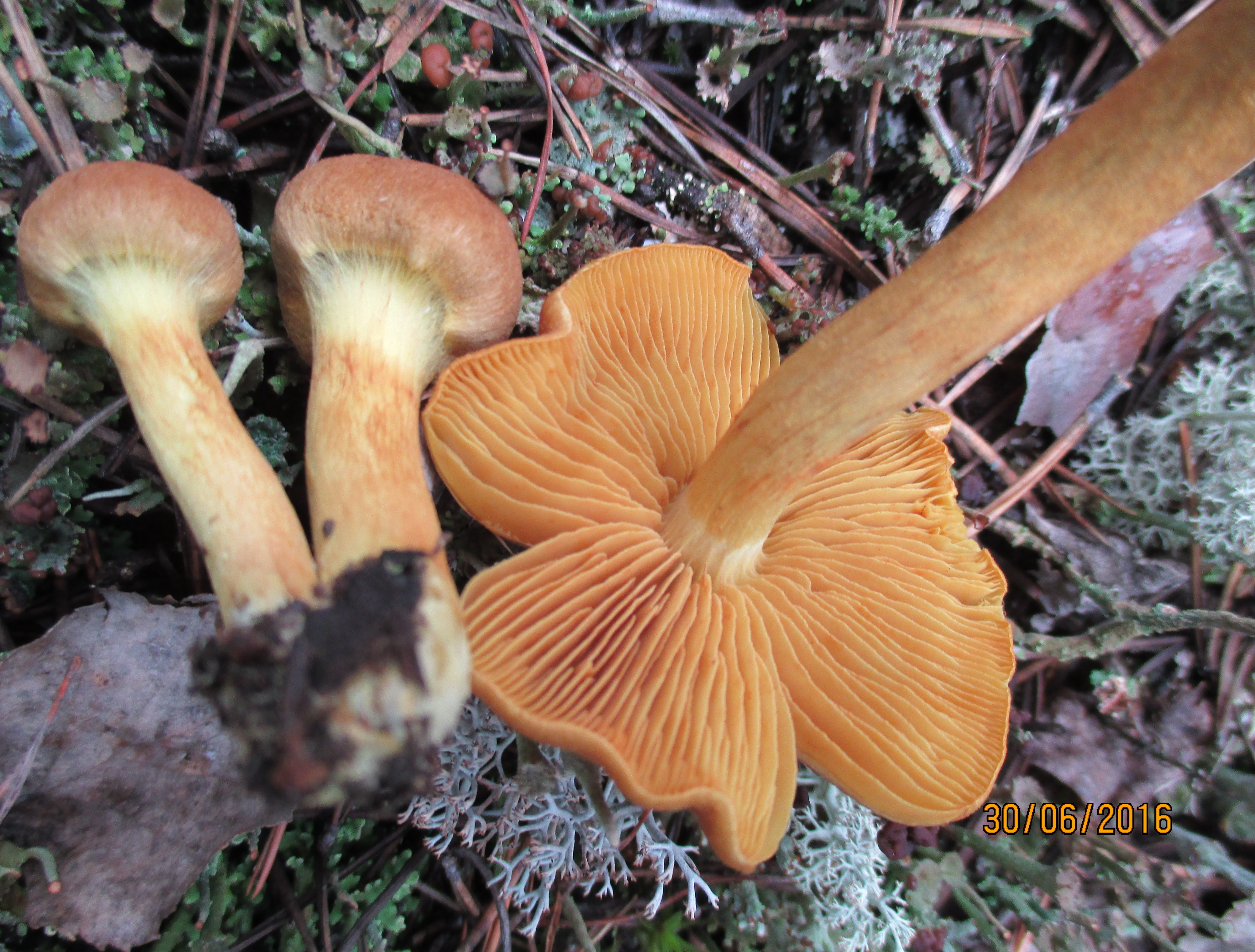
C. croceus foarte tineri (stânga)
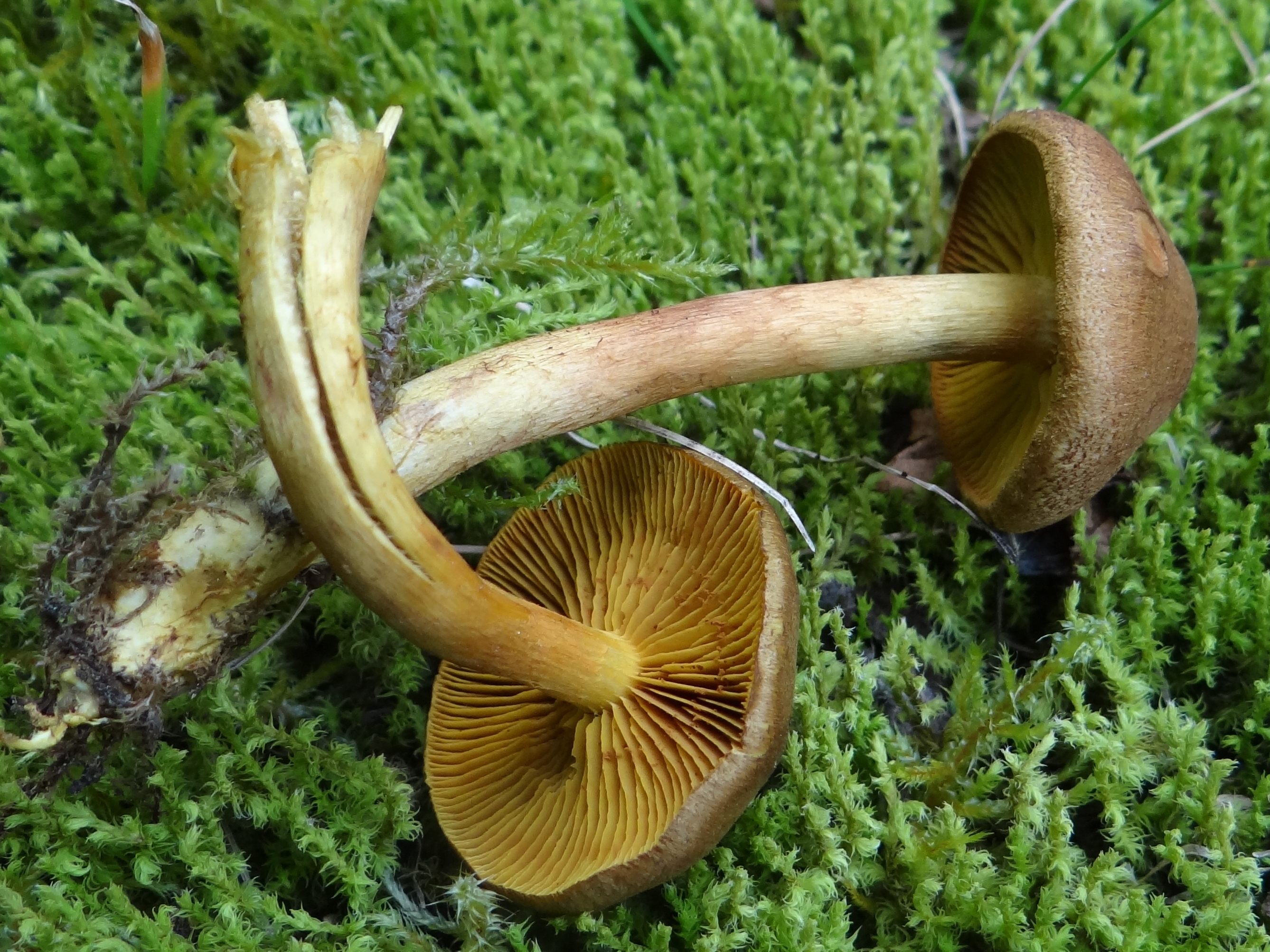
C. croceus maturi
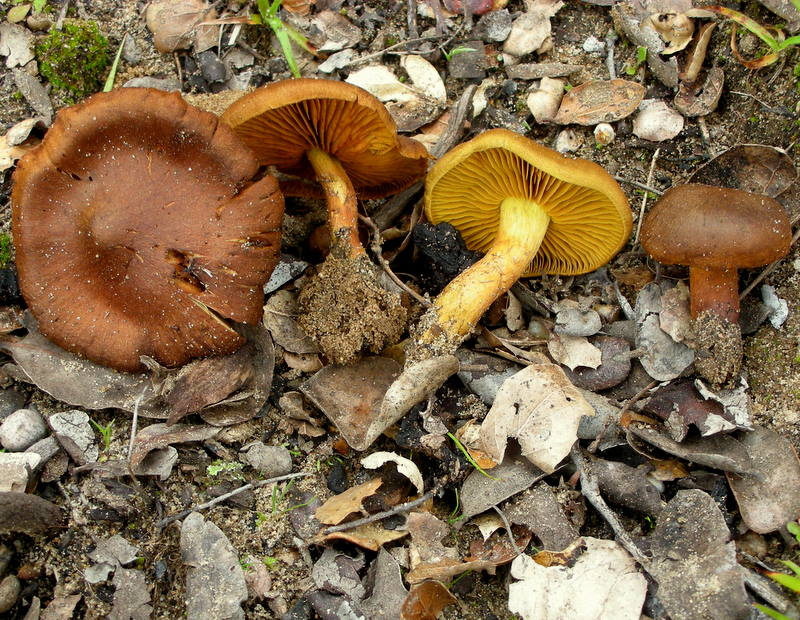
C. croceus, diverse stadii în evoluție

## Confuzii
Specia poate fi confundată preponderent cu suratele ei ale aceluiași gen, cu toate necomestibile, otrăvitoare sau chiar letal toxice, cum sunt de exemplu Cortinarius armeniacus (necomestibil), Cortinarius bolarius (necomestibil), Cortinarius brunneus (otrăvitor), Cortinarius cagei sin. Cortinarius bicolor (necomestibil), Cortinarius callisteus (otrăvitor), Cortinarius cinnabarinus (otrăvitor), Cortinarius cinnamomeoluteus (otrăvitor) Cortinarius cinnamomeus (otrăvitor), Cortinarius corrugatus (suspect, specie americană), Cortinarius fasciatus (necomestibil), Cortinarius fulvescens (necomestibil), Cortinarius hinnuleus (necomestibil), Cortinarius limonius (letal) Cortinarius malicorius (otrăvitor), Cortinarius obtusus (necomestibil), Cortinarius orellanus (mortal), Cortinarius rubellus (mortal), Cortinarius sanguineus (otrăvitor), Cortinarius semisanguineus (otrăvitor), Cortinarius tubarius (otrăvitor), Cortinarius uliginosus (otrăvitor), sau Cortinarius uraceus (necomestibil).

## Specii asemănătoare în imagini

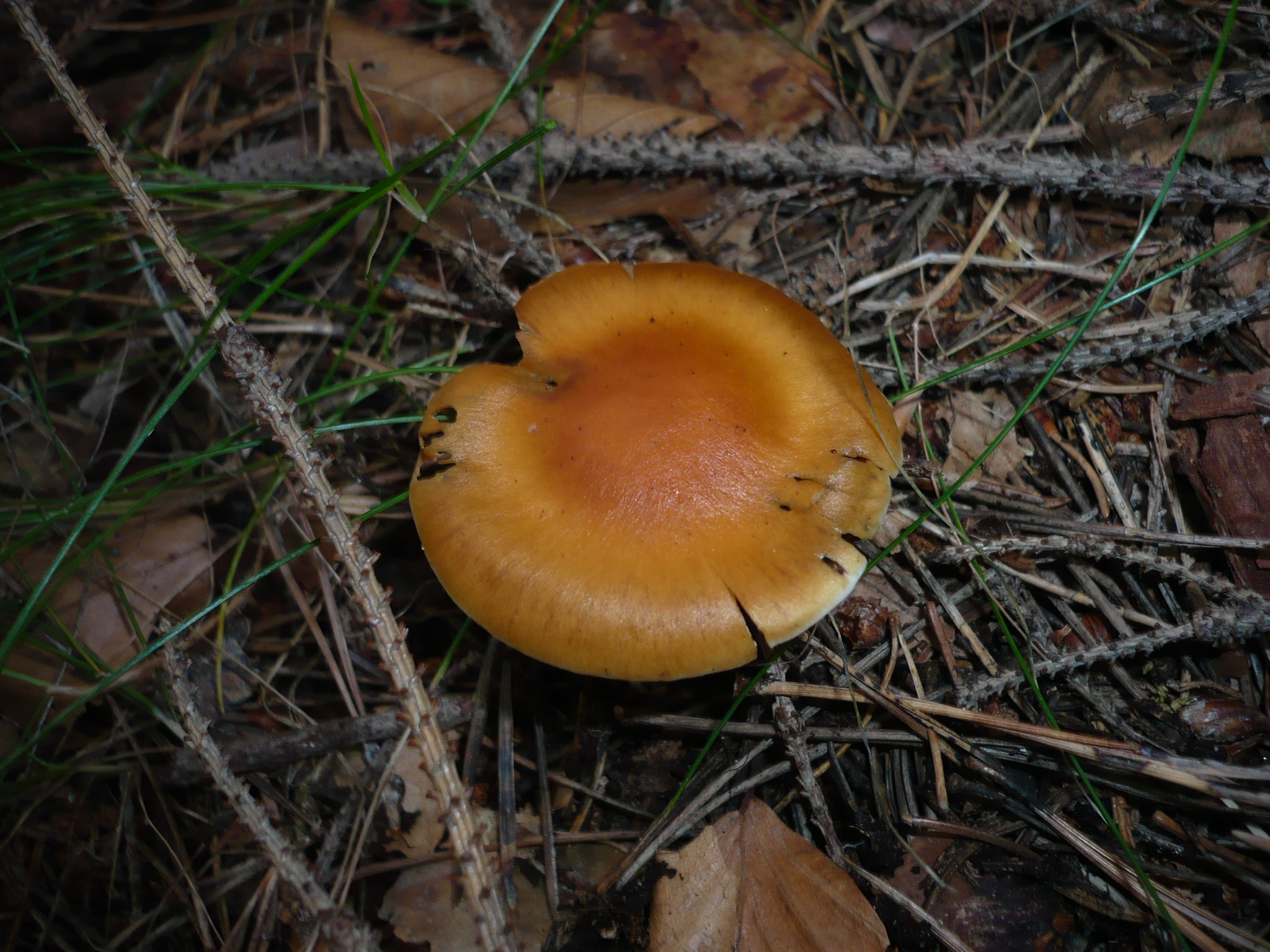
!Cortinarius armeniacus!
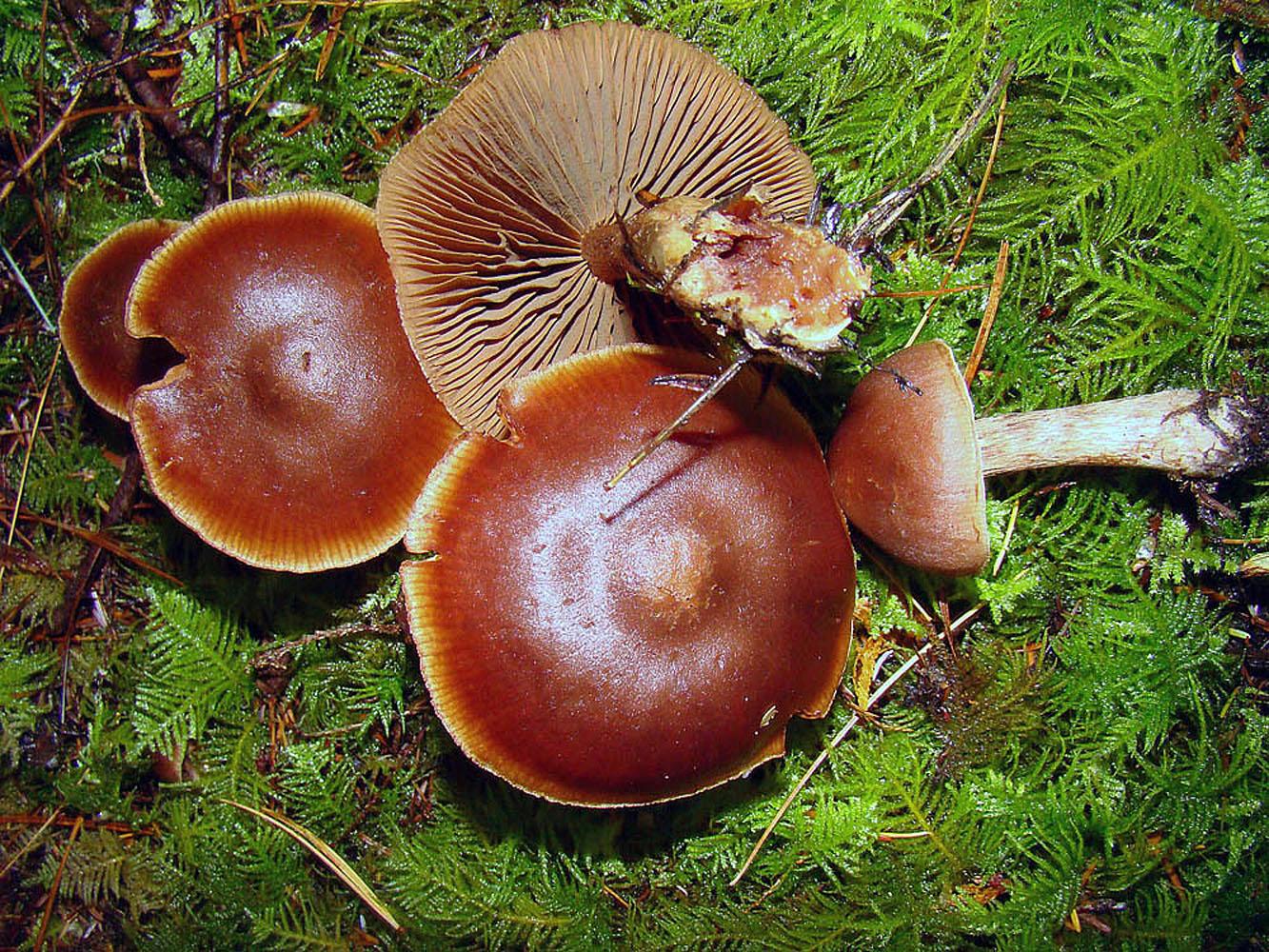
!!Cortinarius brunneus!!
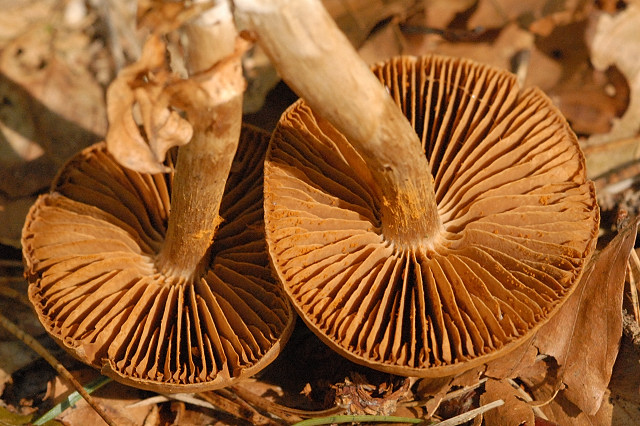
!Cortinarius cagei!
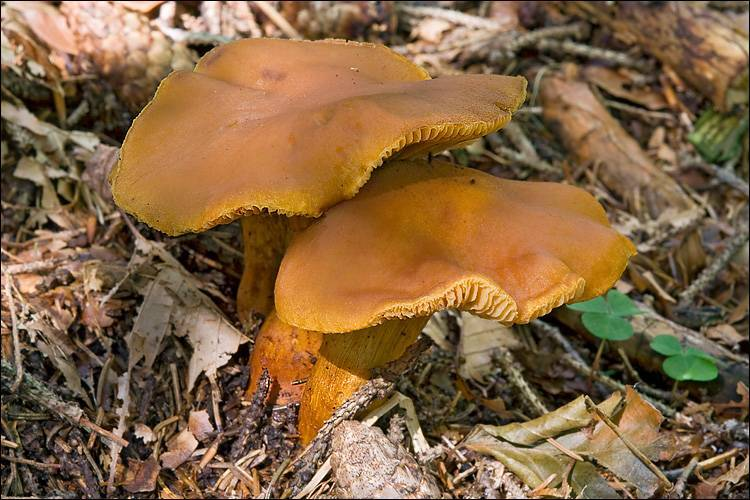
!!Cortinarius callisteus!!
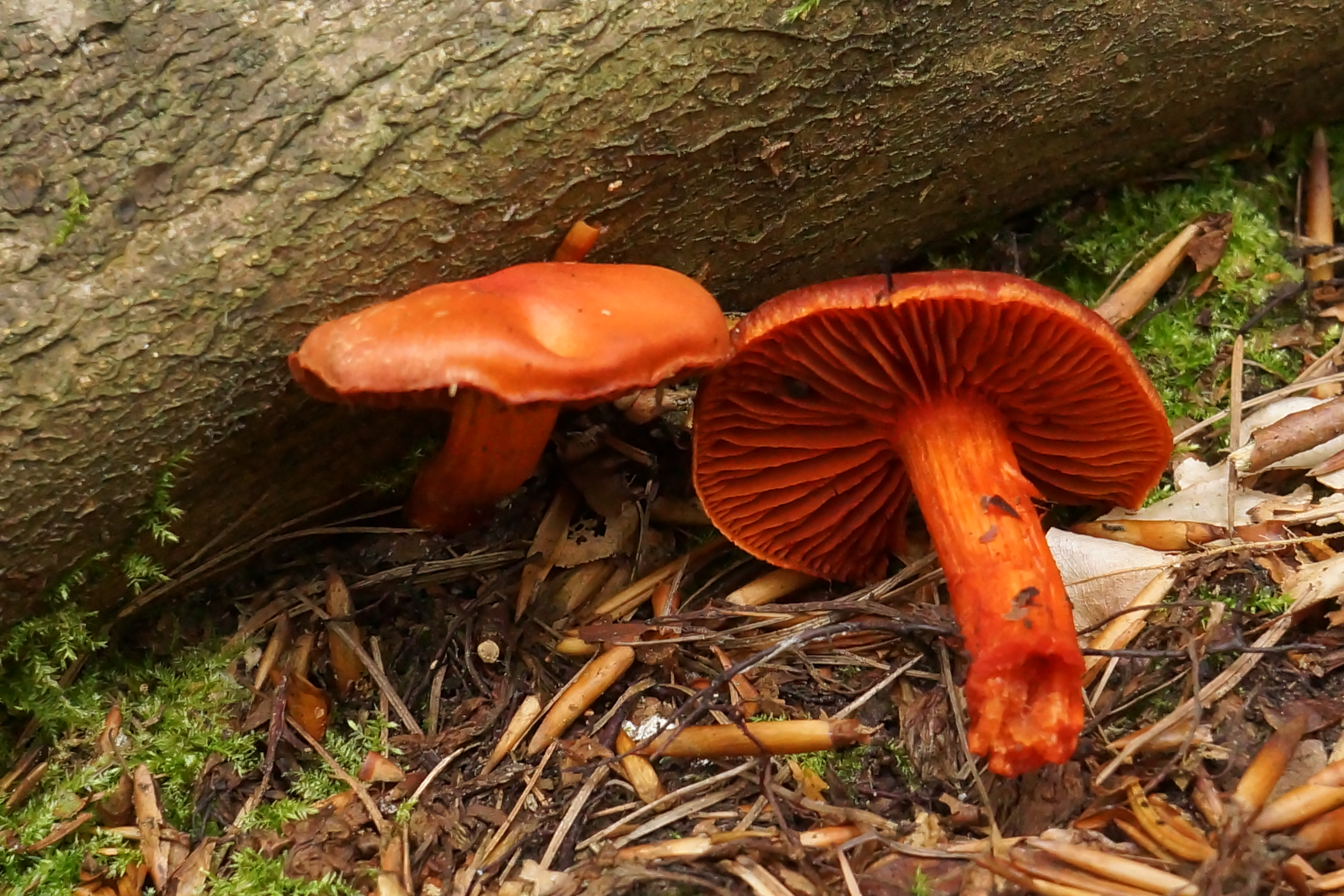
!!Cortinarius cinnabarinus!!
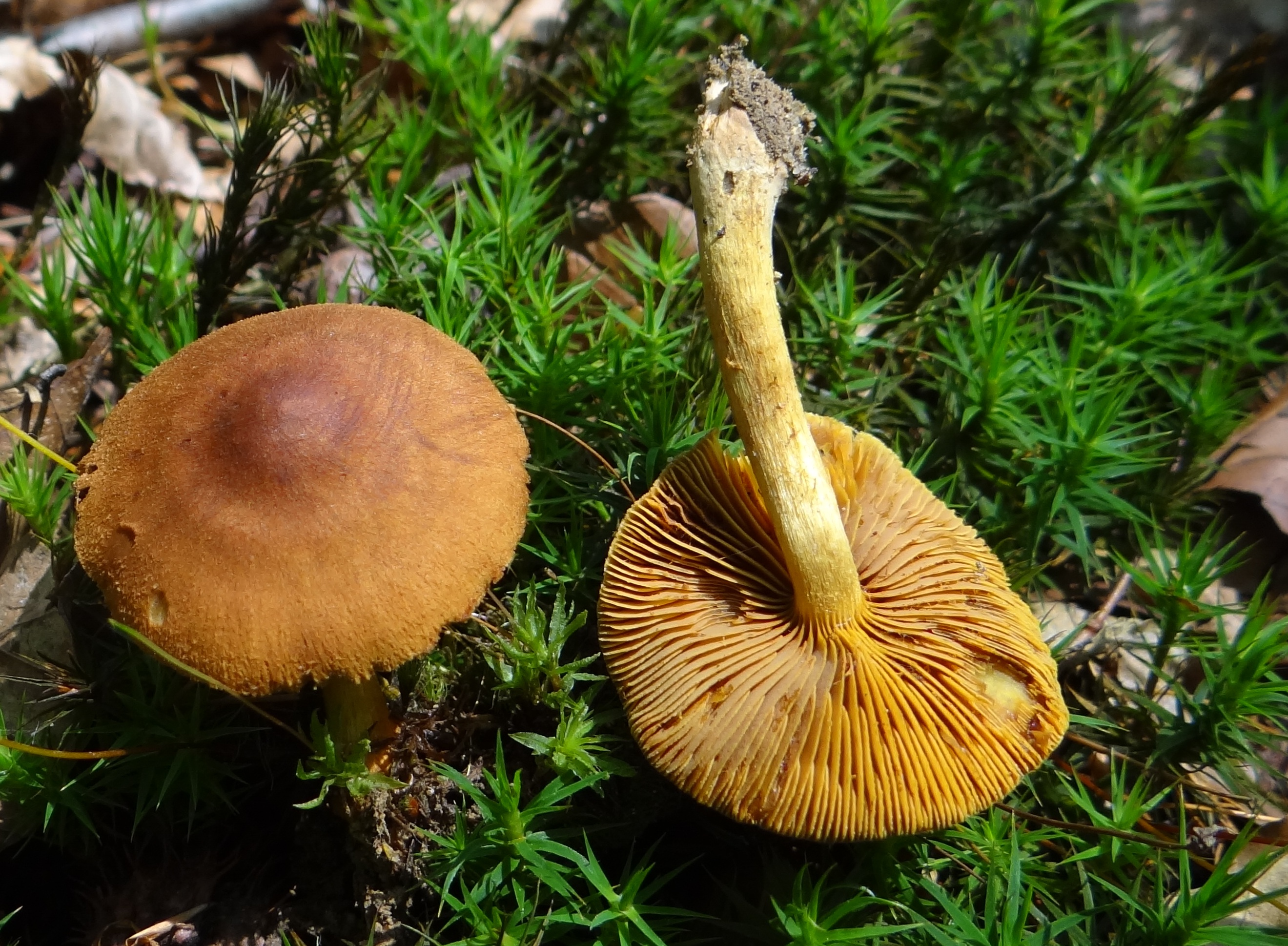
!!Cortinarius cinnamomeoluteus!!
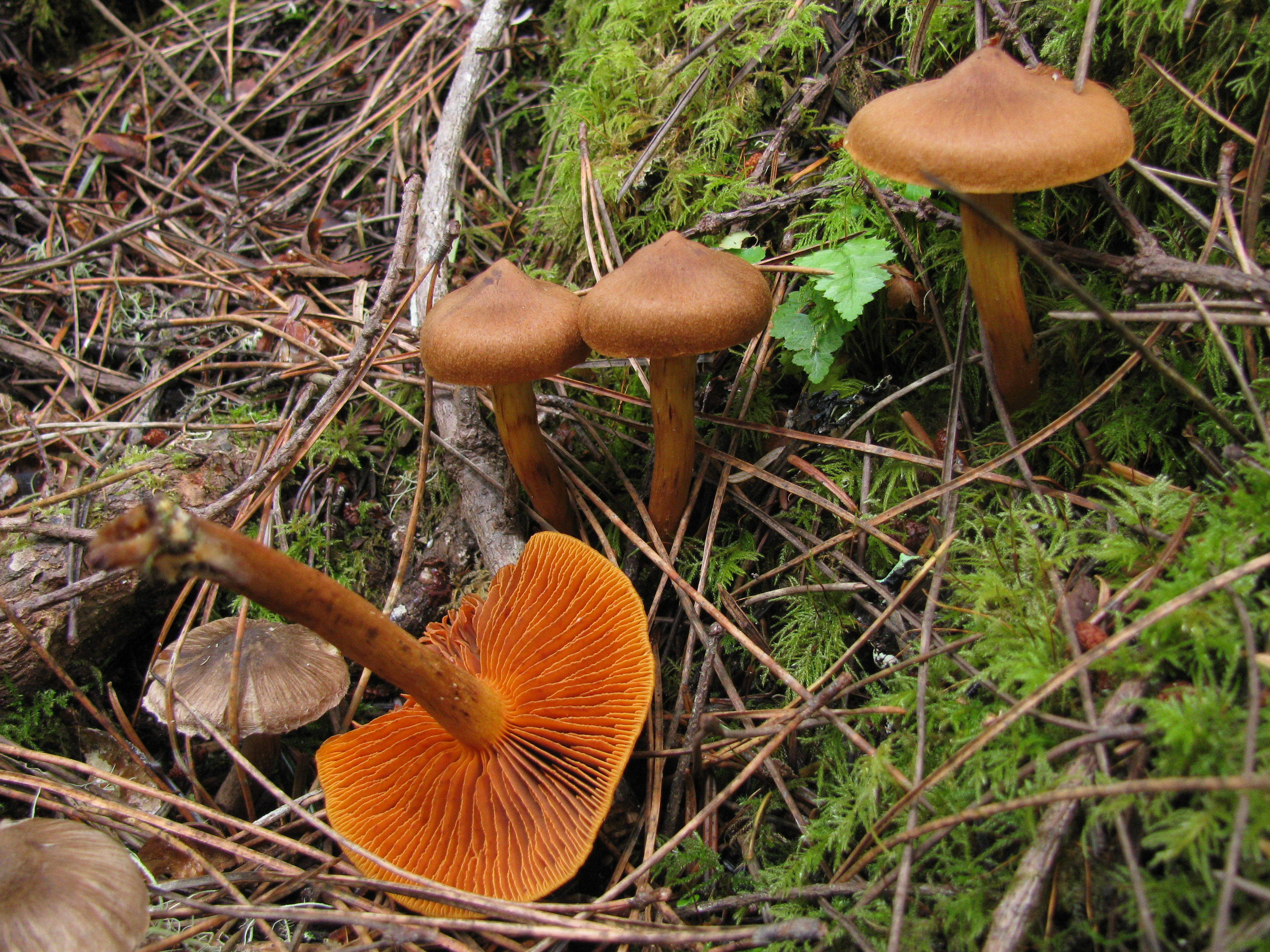
!!Cortinarius cinnamomeus!!
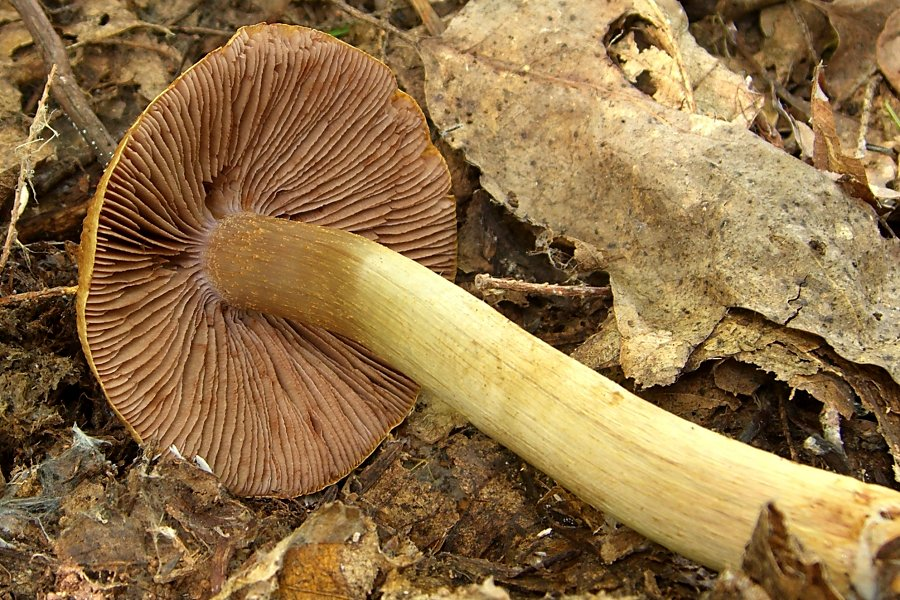
!!Cortinarius corrugatus!!
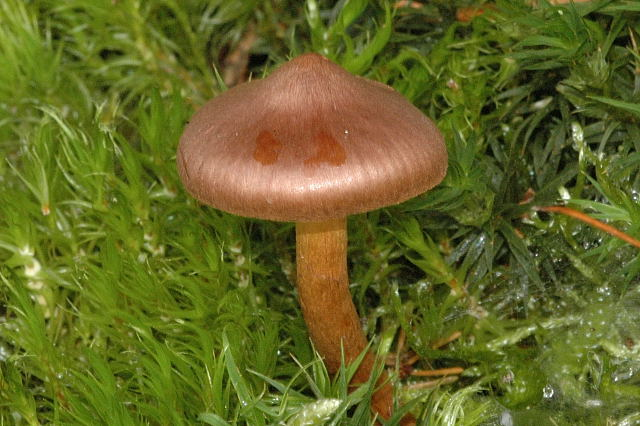
!Cortinarius fasciatus!
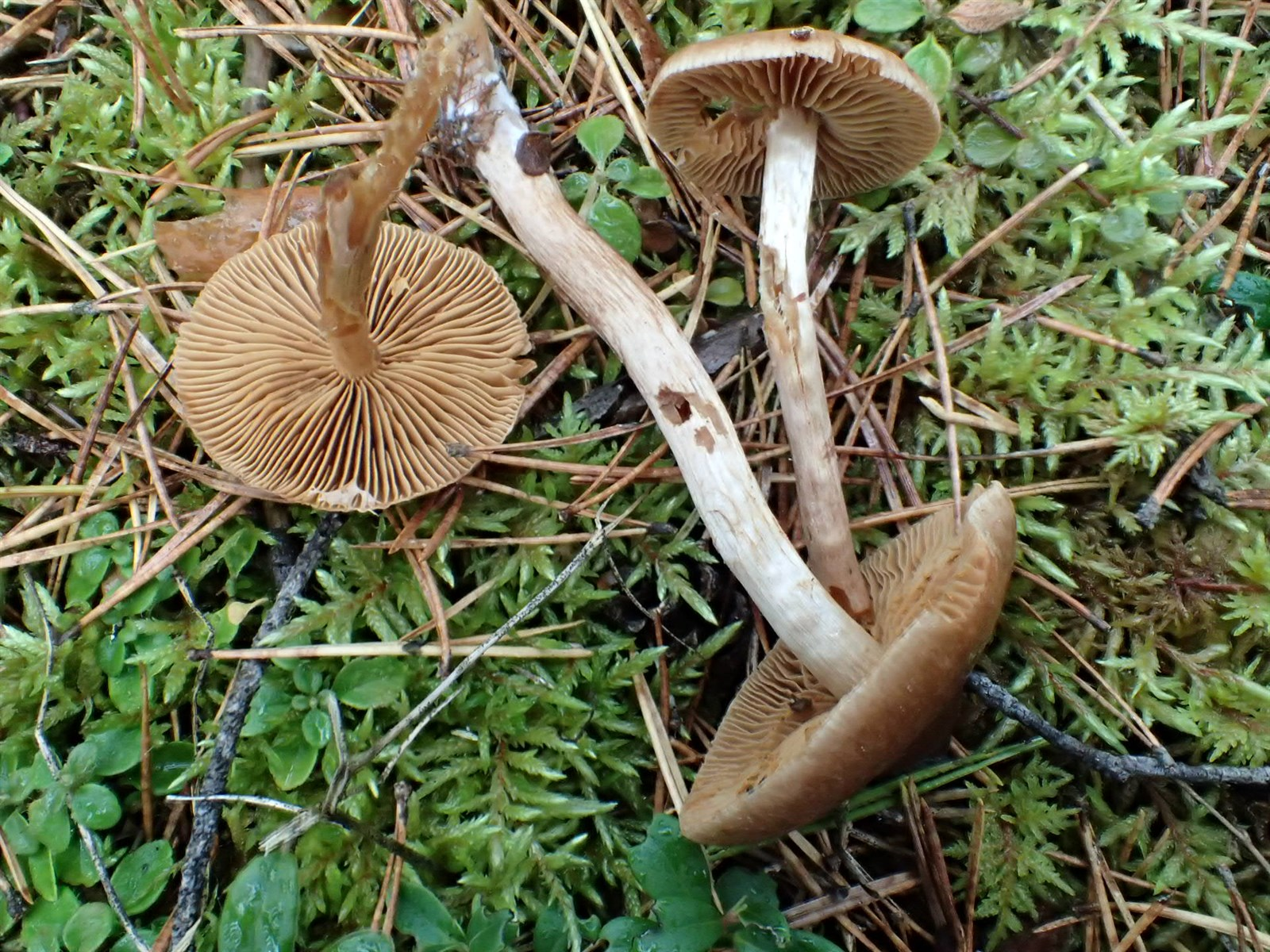
!Cortinarius fulvescens!
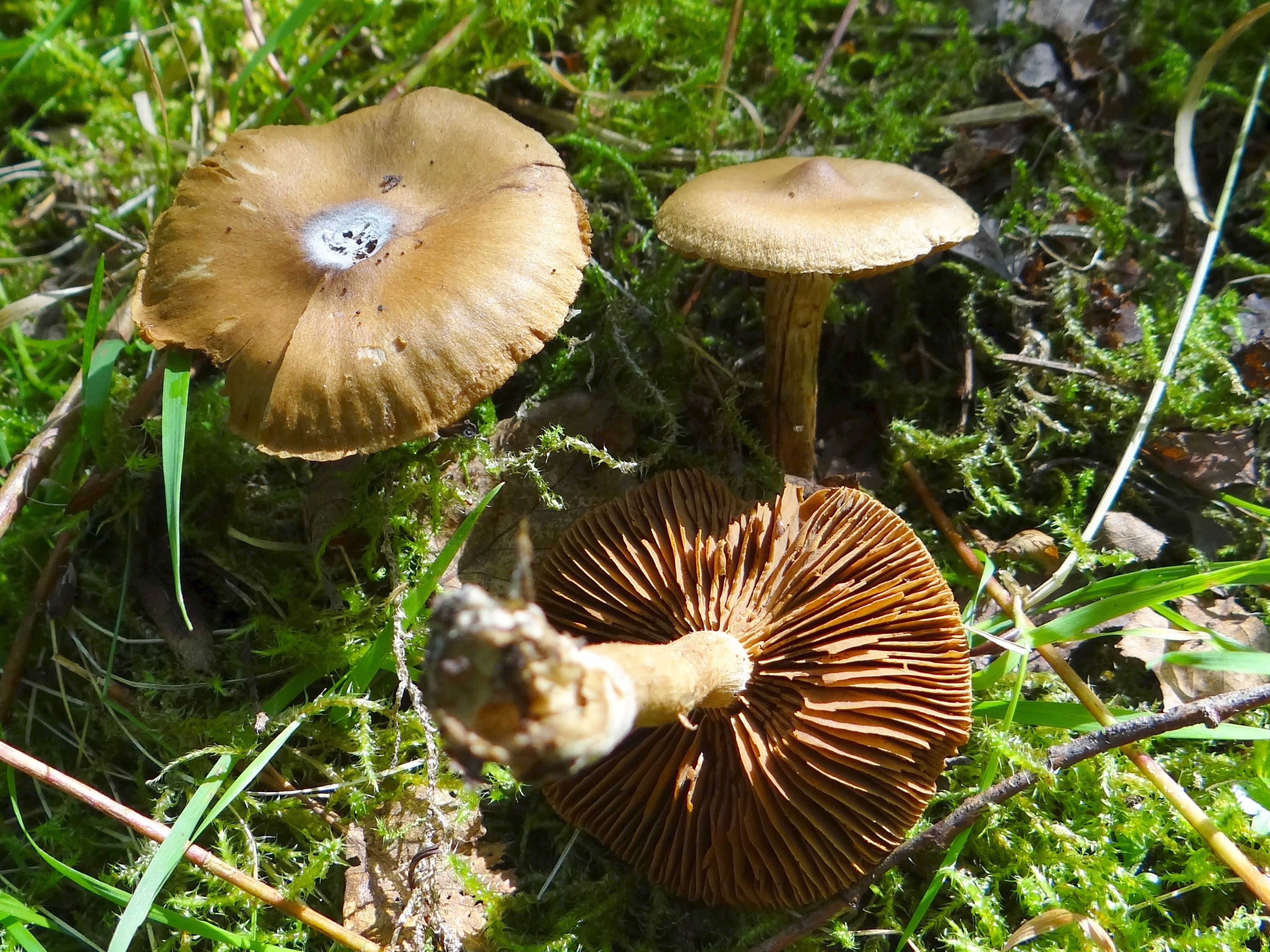
!Cortinarius hinnuleus!

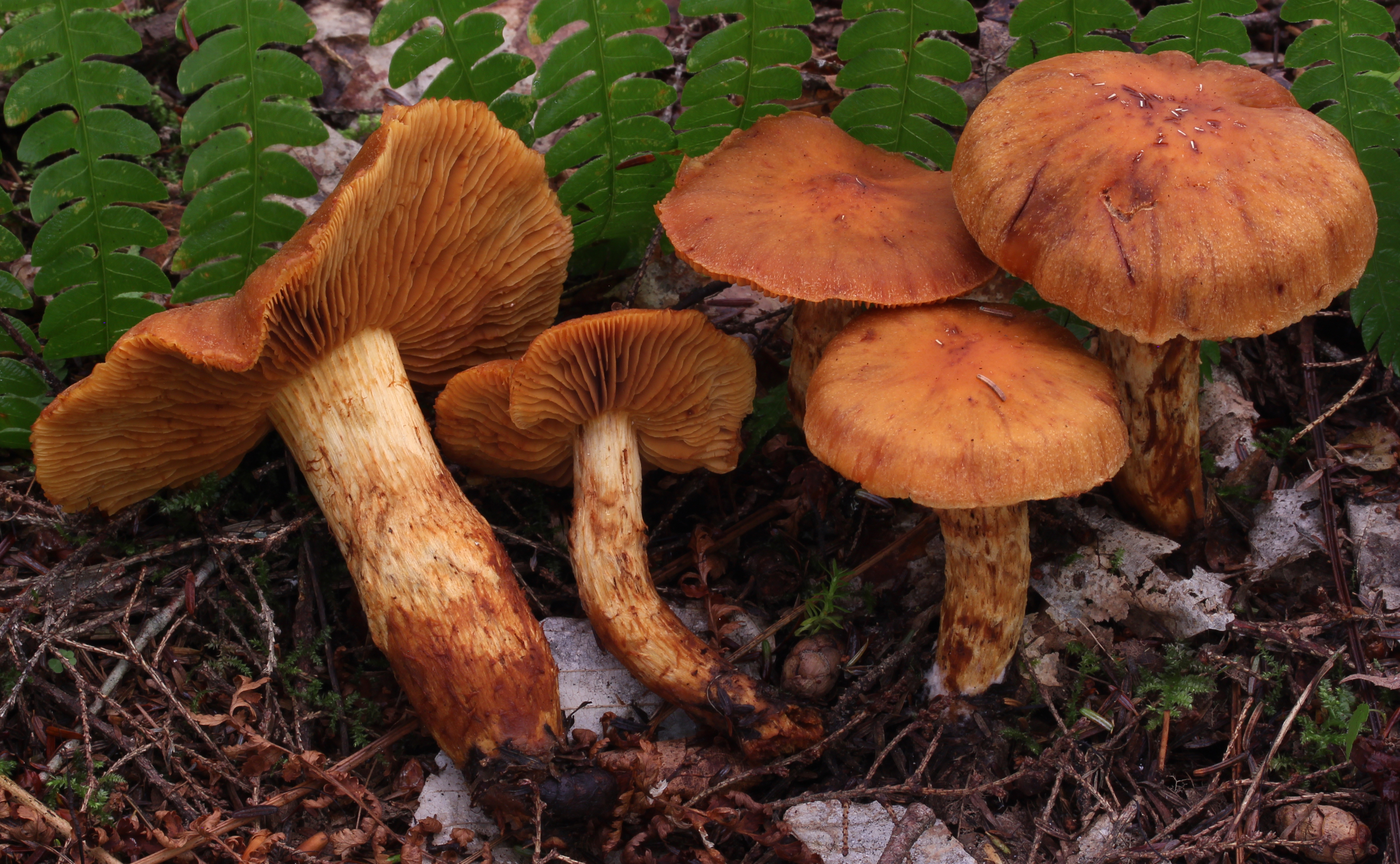
!!!Cortinarius limonius!!!
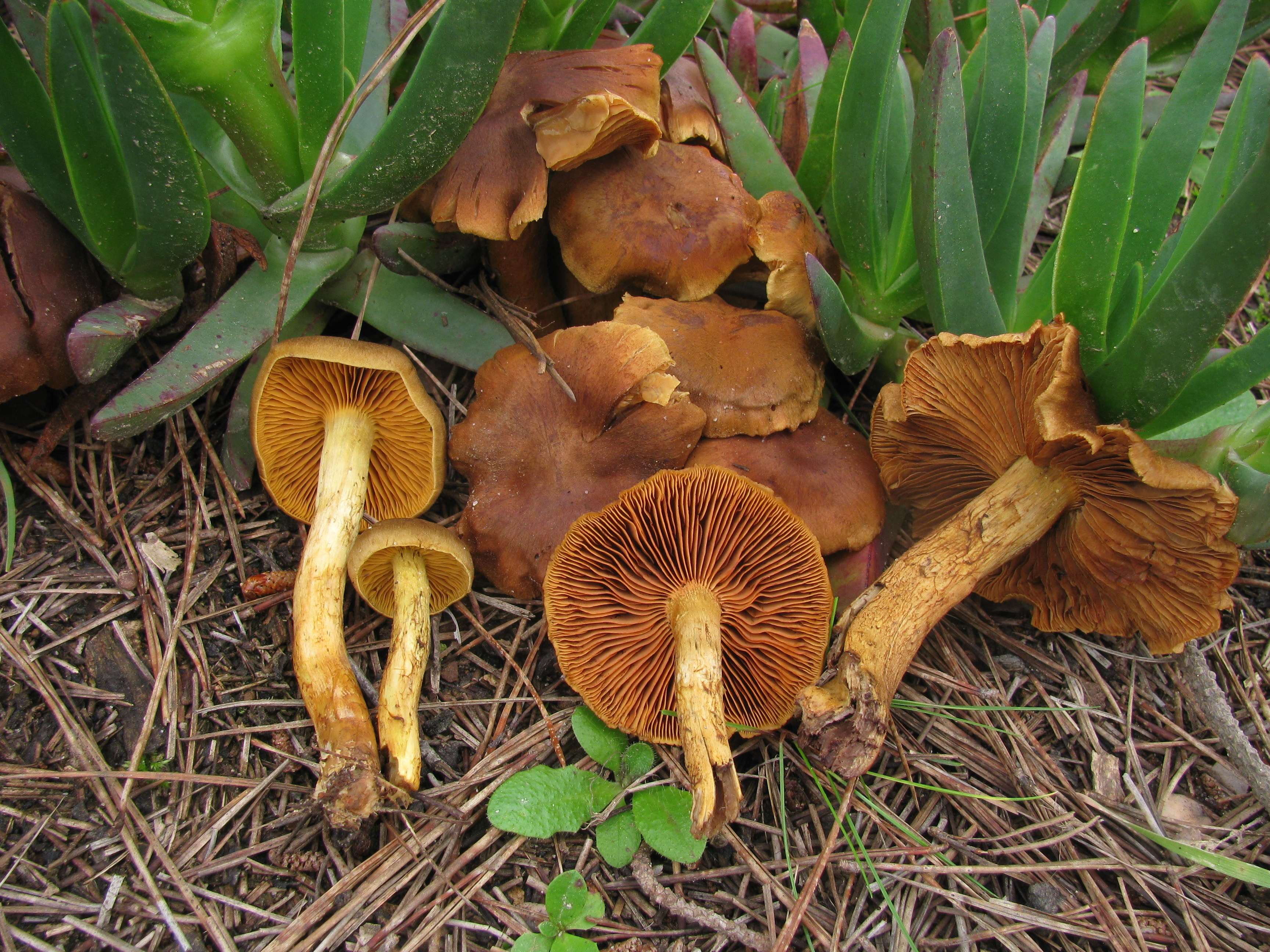
!!Cortinarius malicorius!!
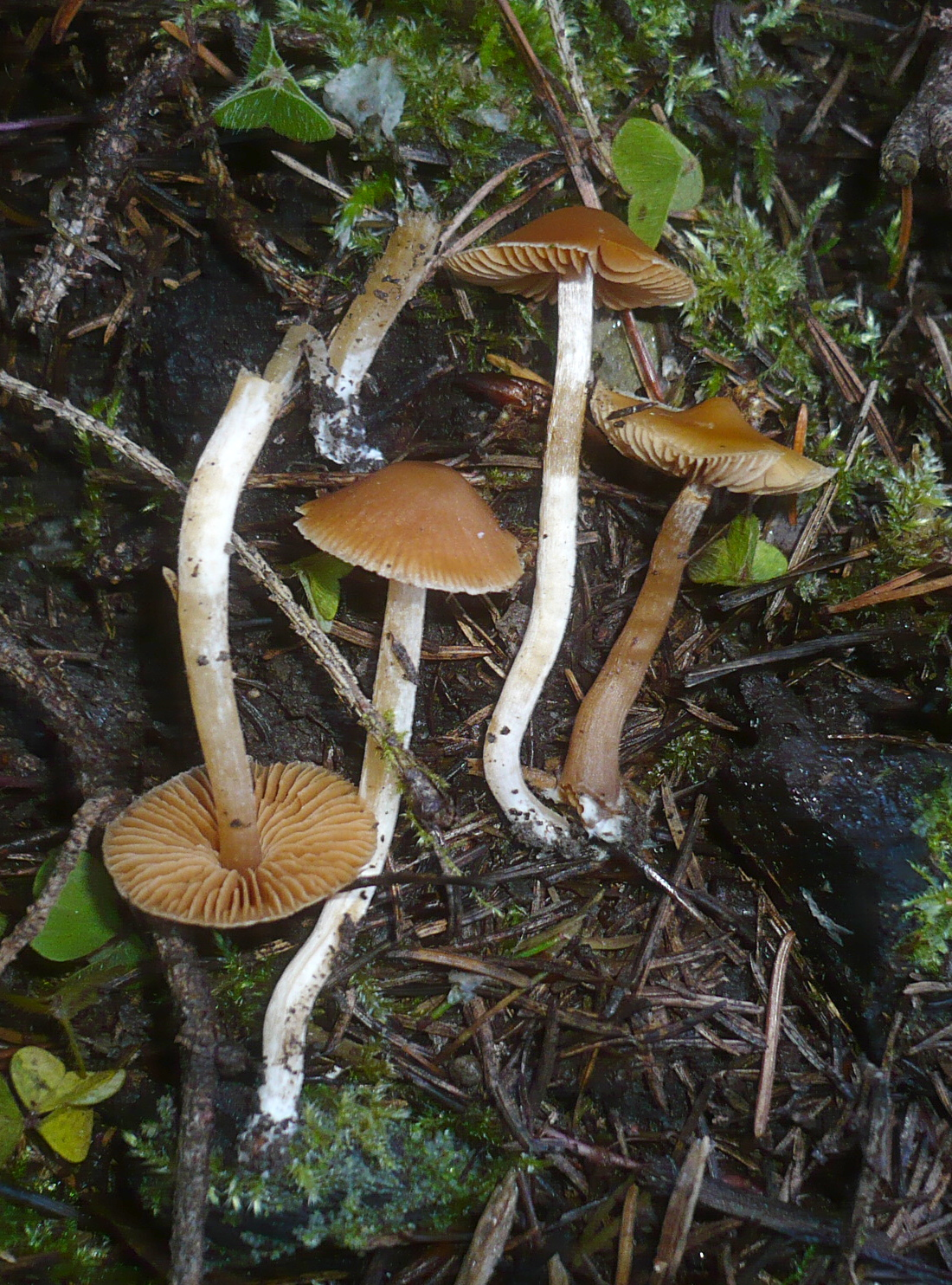
!Cortinarius obtusus!
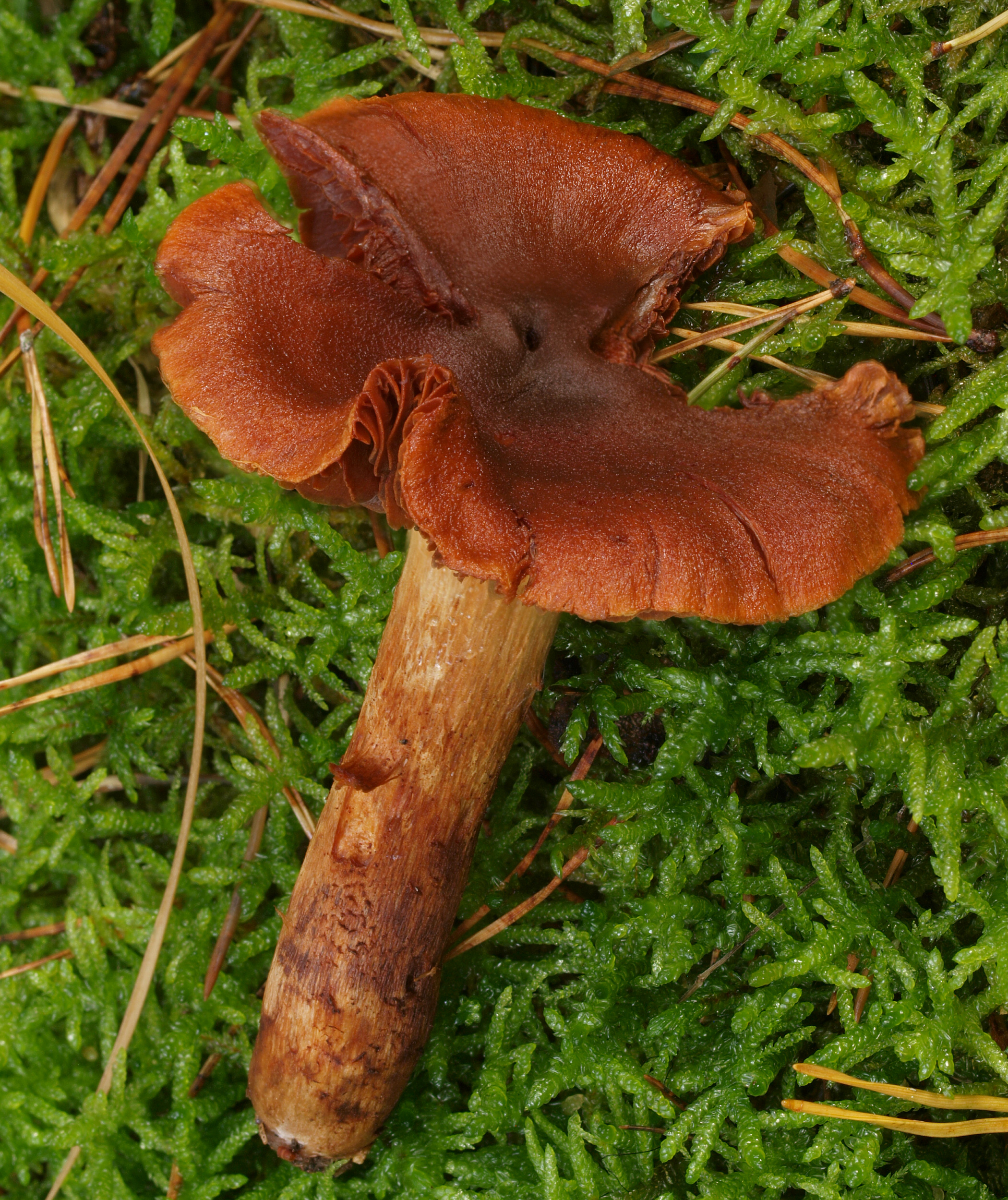
!!!Cortinarius orellanus!!!
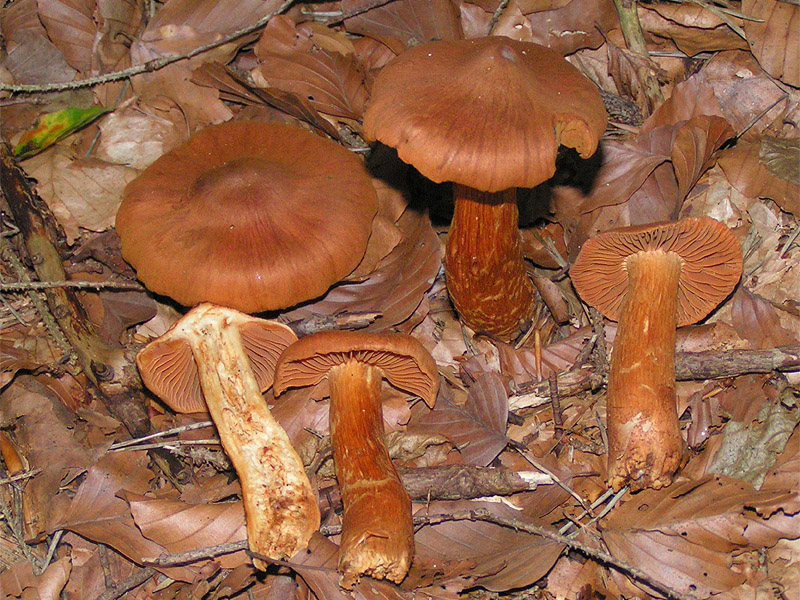
!!!Cortinarius rubellus!!!

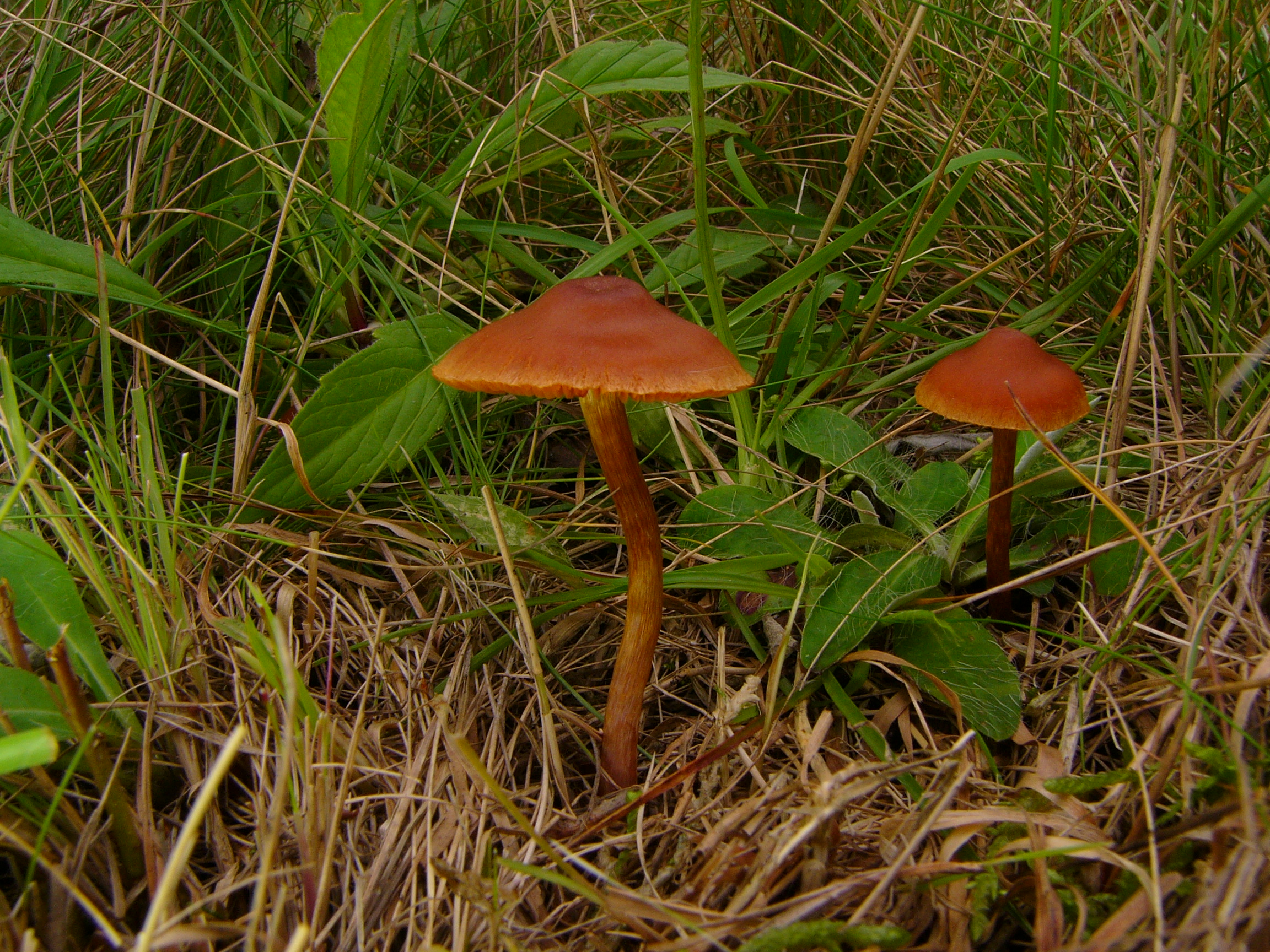
!! Cortinarius sanguineus!!
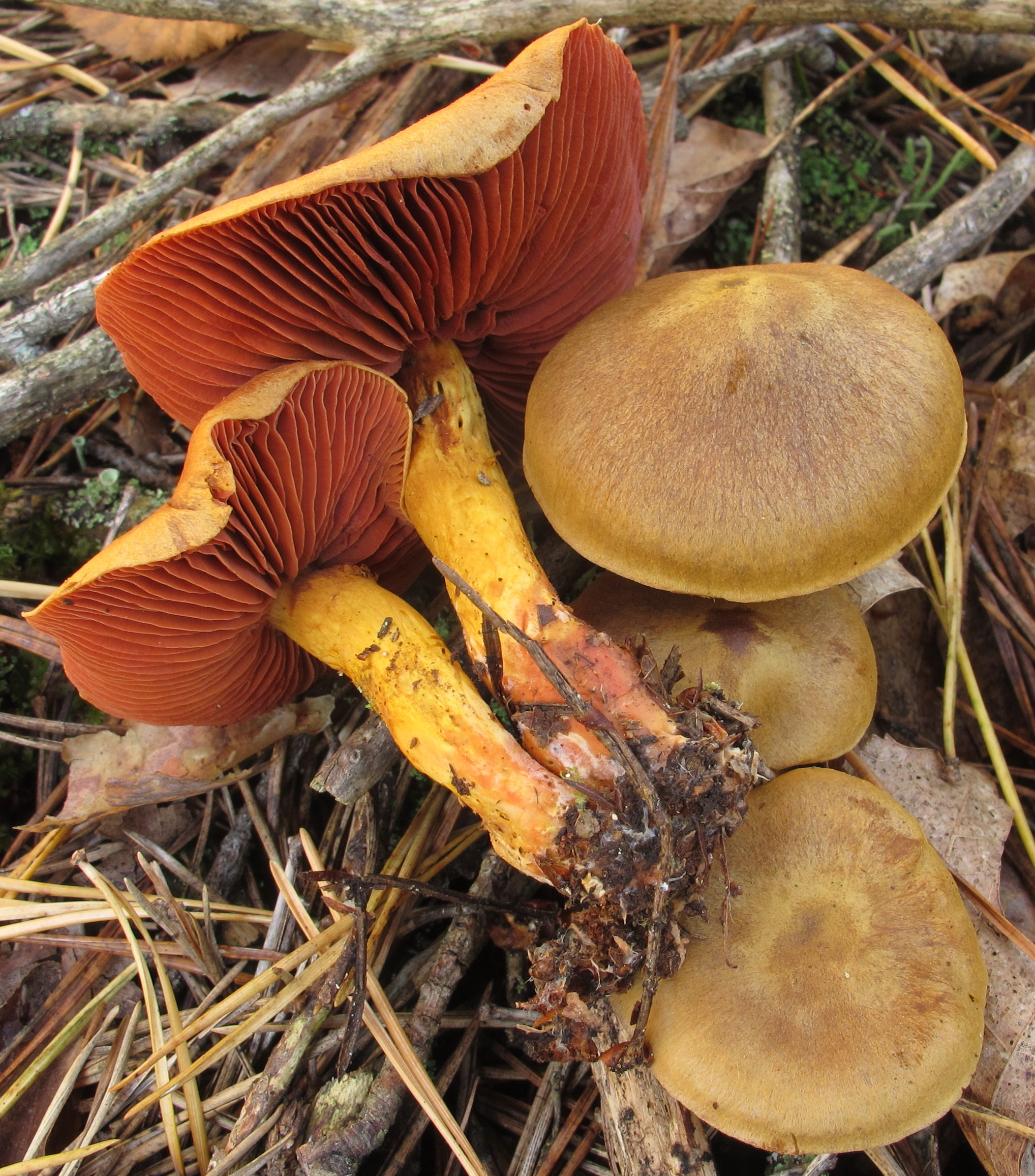
!!Cortinarius semisanguineus!!
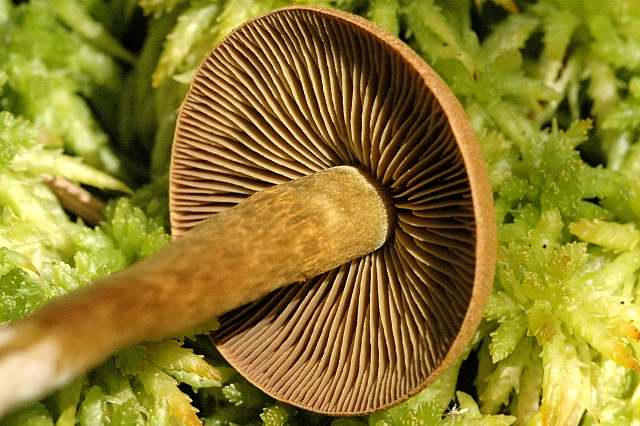
!!Cortinarius.tubarius!!
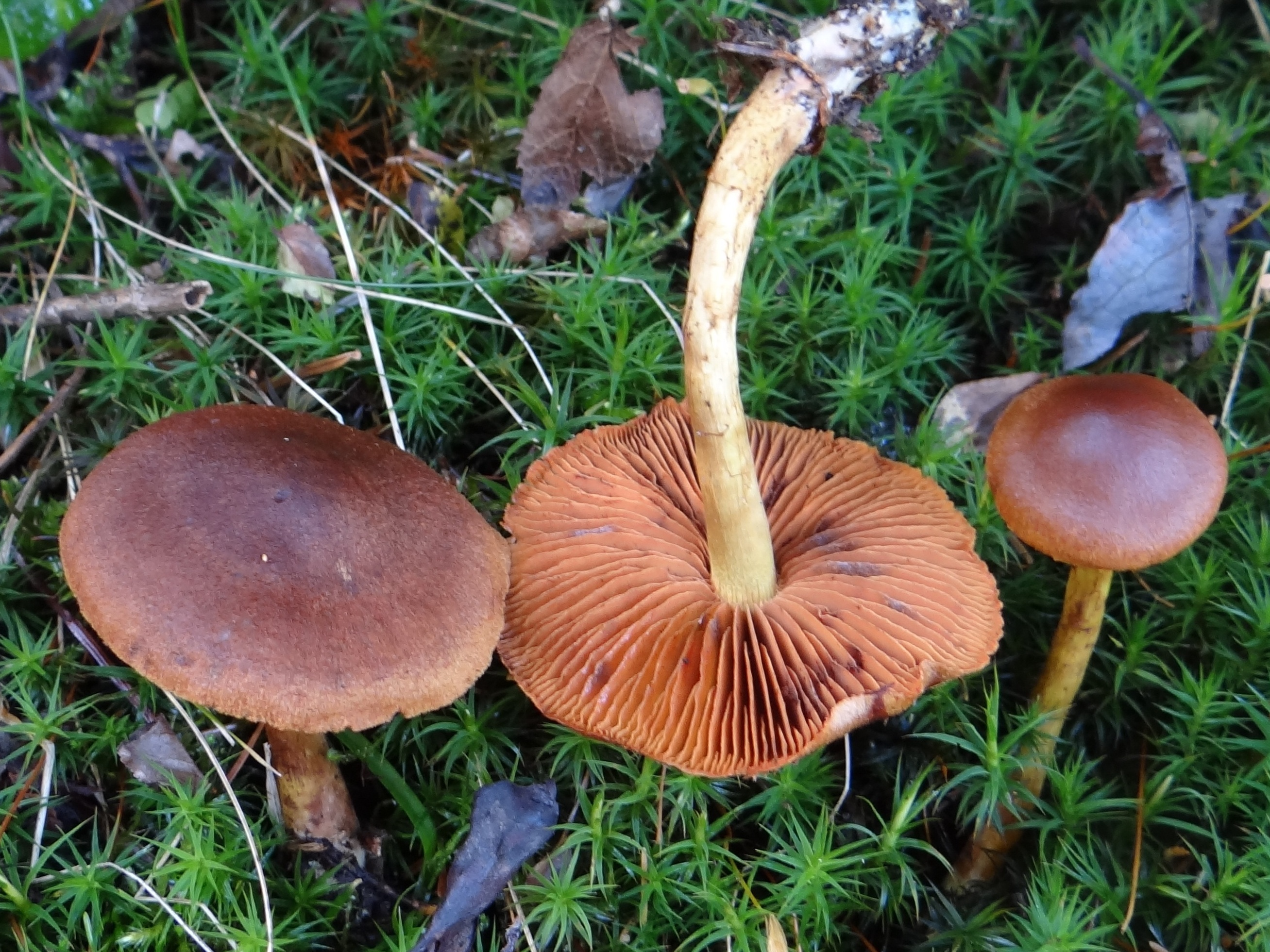
!Cortinarius uliginosus!

## Valorificare
Cortinarius croceus este foarte otrăvitor. Mai multe intoxicații severe gastrointestinale au fost deja înregistrate.
Această ciupercă poate fi folosită pentru vopsirea hainelor și mai ales a lânii. Materialul se decolorează, odată fiert în apă, ca de obicei sub adăugarea de exemplare uscate ale buretelui precum de 20% alaun și de 10% cremă de tartru (amestec sedimentar depus pe fundul vaselor în care se păstrează vinul). Coloranții acestei specii se dizolvă și în alcool.